# Релайнинг
Релайнинг — бестраншейный метод санации и восстановления трубопроводов, когда новый трубопровод прокладывается внутри существующего без раскрытия (или с частичным раскрытием), а также без демонтажа старого трубопровода.
Одним из вариантов является прокладка новых труб в старом трубопроводе. В этом случае старый трубопровод раскрывается в нескольких местах, через эти места доставляются новые трубы, которые одна за другой сдвигаются внутрь, образуя новый трубопровод. Чаще всего, пространство между старыми и новыми трубами заполняется цементно-песчаной смесью или другими заполнителями для распределения нагрузки и восстановления устойчивости.
Метод «труба в трубе» заключается в протягивании внутри существующего трубопровода непрерывной трубы меньшего диаметра.
Другим вариантом, не требующим вскрытия старого водопровода и заполнения пространства между новой трубой и старой, является санация методом «чулка» (санация полимерным рукавом), при котором в трубу, подлежащую реконструкции, вводится гибкий композитный рукав, который после раскрытия и отверждения представляет собой новую сверхпрочную трубу, полностью перенимающую все нагрузки.

## Метод «чулка» (санация полимерным рукавом)
Метод «чулка» (санация полимерным рукавом) является одним из вариантов релайнинга. Характеризуется тем, что в трубу, подлежащую восстановлению, вводится гибкий композитный рукав, который после отверждения представляет собой новую трубу, полностью перенимающую все функции (в том числе и несущую функцию) старой. Основными особенностями, выделяющими данный метод реконструкции трубопровода среди других вариантов релайнинга, являются:
- высокая скорость проведения работ;
- возможность осуществления работ не зависимо от среды, в которой находится труба, подлежащая реконструкции (бетон, грунт, камень и т. д.);
- возможность осуществления работ не зависимо от материала, из которого изготовлена труба, подлежащая восстановлению;
- отсутствие необходимости разрушения коллекторов и расширения канализационных колодцев;
- возможность проводить реконструкцию участков большой протяжённости непрерывно;
- высокая степень адаптации новой трубы под изменяющееся сечение старой.

На сегодняшний день наиболее перспективной является созданная в Германии в конце 90-х годов и усовершенствованная в дальнейшем технология санации методом «чулка», основанная на применение ультрафиолетового излучения для отверждения полимерного рукава. Наиболее широкое применение данный метод нашёл в санации канализации, а также водопропускных труб.

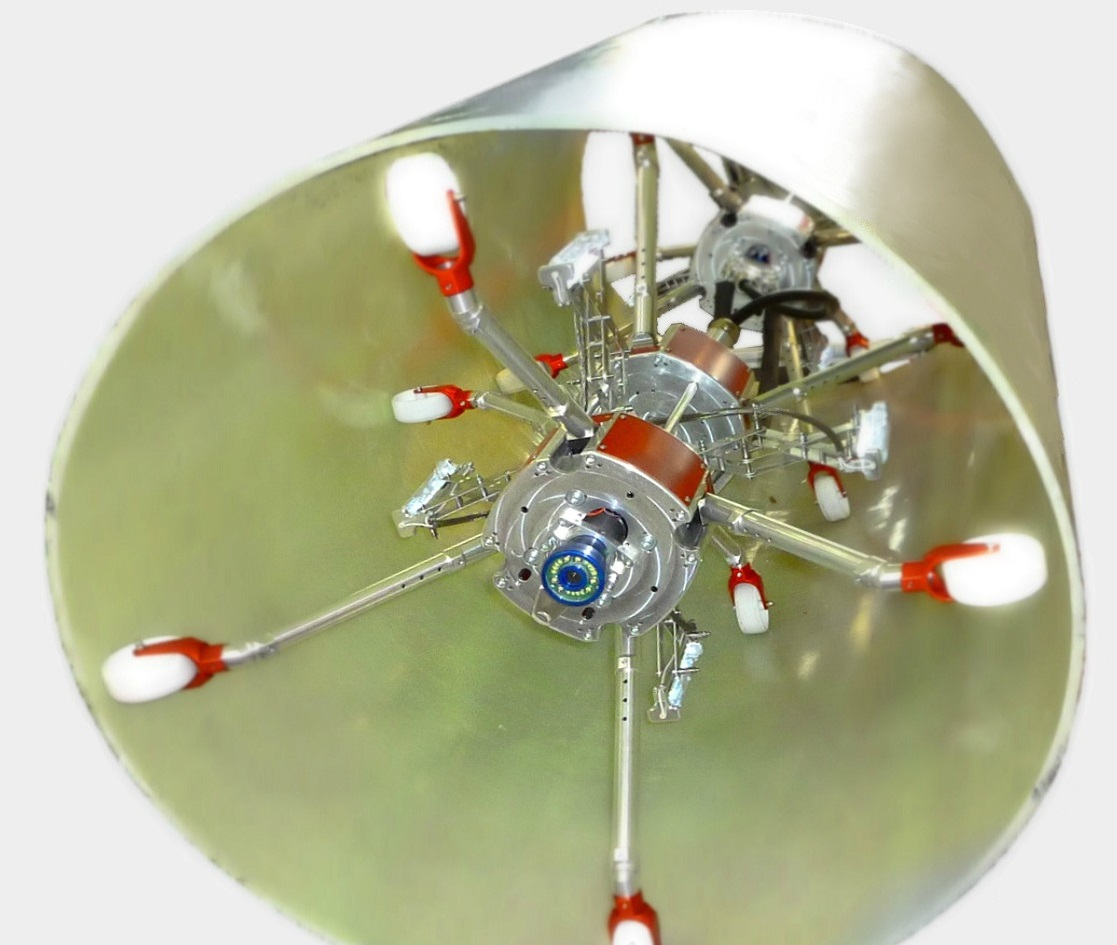
УФ-излучатель в стеклопластиковой трубе, созданной в процессе санации методом «чулка»

Использование ультрафиолетового излучения позволило отказаться от термореактивных полимерных смол, которыми до этого пропитывались композитные рукава и, как следствие, в значительной степени снизить чувствительность технологии к влиянию внешних факторов. Результатом применения фотореактивных полимерных смол, используемых в санации с помощью ультрафиолетового излучения, явилось, прежде всего, увеличение сроков хранения полимерных рукавов до 6 месяцев без ограничений по температуре хранения, а также устойчивость к изменениям температуры окружающей среды. В свою очередь, указанные выше преимущества позволили реализовать пропитку композитных рукавов в производственных условиях, что значительно повысило её качество и сократило время проведения санации, в то время как пропитку термореактивными смолами приходилось обычно осуществлять своими силами непосредственно на строительном объекте.
С целью увеличения скорости отверждения и качества конечного продукта санации параллельно с внедрением УФ излучения в качестве катализатора процесса полимеризации были предприняты значительные изменения в конструкции самого композитного рукава. На смену иглопробивным стекломатам пришло стекловолокно, имеющее более высокие прочностные характеристики, что позволило в значительной степени снизить толщину стенки рукава и, как следствие, свести потерю рабочего сечения трубы в результате санации практически к нулю. Немало важным результатом усовершенствования конструкции стеклопластикового рукава является снижение его веса за счёт уменьшения толщины стенки, что заметно облегчило сам процесс санации.

### Описание процесса санации

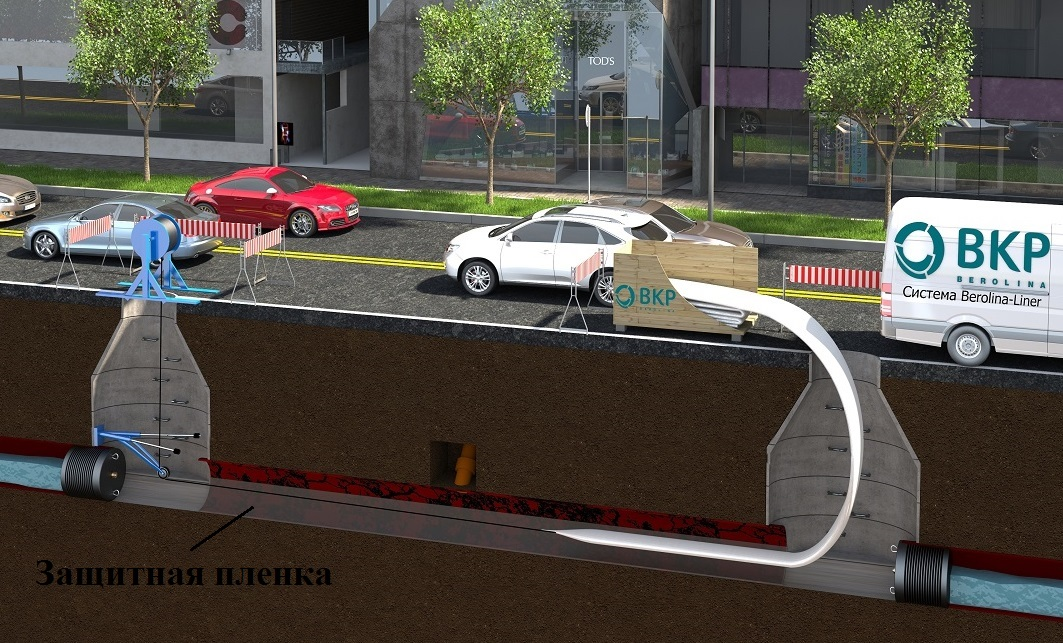

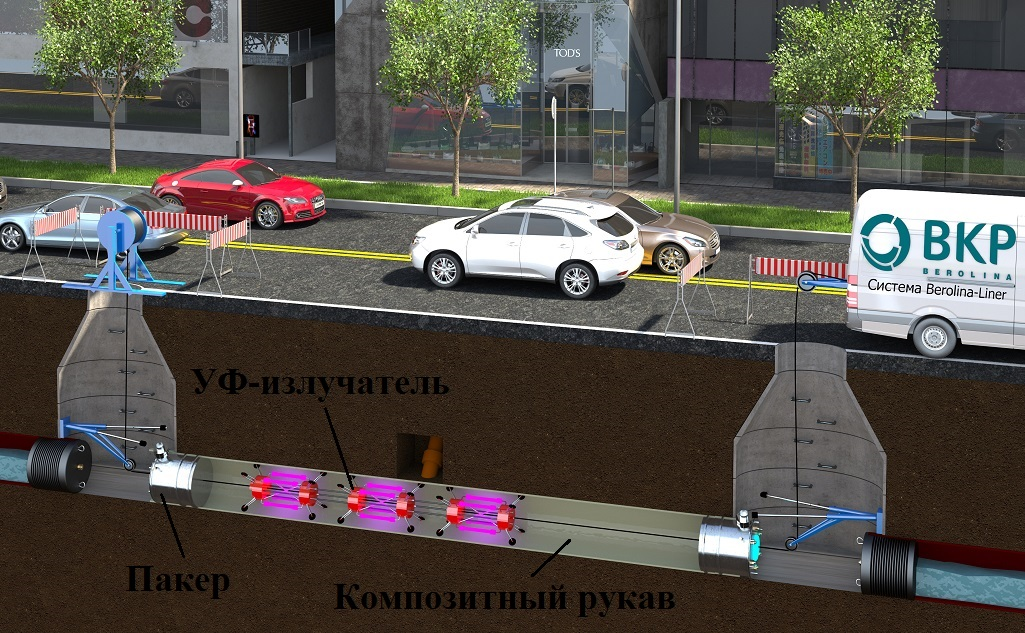

Выделяют пять основных стадий процесса реконструкции трубопровода методом «чулка»:
- Подготовка трубопровода. Подготовка трубопровода включает в себя: телеинспекцию трубопровода, изоляцию санируемого участка и при необходимости очистку, реализуемую обычно с помощью гидродинамической промывки.
- Протяжка композитного рукава. После укладки на дно трубы, подлежащей реконструкции, специальной защитной полиэтиленовой плёнки выполняется протяжка полимерного рукава, который с обоих концов герметично закрывается специальными заглушками (пакерами), оснащёнными патрубками для подвода воздуха.
- Контролируемая калибровка (раздувка) рукава, обычно выполняемая с помощью компрессора. Гибкий стеклопластиковый рукав раздувается воздухом, после чего он принимает форму восстанавливаемого трубопровода, прилегая к его стенкам и образуя новую трубу внутри старой. Процесс контролируется оператором с помощью специальных камер, которыми оснащены УФ-излучатели.
- Отверждение стеклопластикового рукава с помощью ультрафиолетового излучения. После выполнения калибровки УФ-излучатели, предварительно вставленные в рукав, протягиваются с одного конца в другой с заданной скоростью, контролируемой системой.
- Контроль качества, осуществляемый посредством телекамер, установленных на УФ-излучателях и демонтаж пакеров. После отверждения композитного рукава УФ-излучатель возвращается в исходное положение . В процессе его перемещения оператором производится контроль качества выполненных работ.

Так в кратчайшие сроки в старой трубе создается новая стеклопластиковая труба, отличающаяся высокой прочностью и надёжностью. Гладкая и стойкая к истиранию внутренняя поверхность трубы в значительной степени функционально компенсирует небольшую потерю диаметра.